# نيكولاي لينكا
نيكولاي لينكا (بالرومانية: Nicolae Linca)‏ (2 يناير 1929 – 28 يونيو 2008) هو ملاكم روماني راحل، مثّل بلاده في الألعاب الأولمبية الصيفية في دورتي 1952 و1956.

## روابط خارجية
نيكولاي لينكا على موقع بوكس ريك (الإنجليزية) (registration required)
- نيكولاي لينكا على موقع أوليمبيديا (الإنجليزية)
- نيكولاي لينكا على موقع اللجنة الأولمبية الرومانية (الرومانية)